# Storie di tutti i giorni/L'amore che verrà
Storie di tutti i giorni/L'amore che verrà è un singolo di Riccardo Fogli, pubblicato nel 1982.
Storie di tutti i giorni è stata presentata nella XXXII edizione del Festival della Canzone Italiana di Sanremo, dove risultò vincitrice.
Il brano, che fa parte dell'album Collezione,  è stato scritto dallo stesso Fogli insieme a Guido Morra e Maurizio Fabrizio, ed è stato prodotto da Giancarlo Lucariello.

## Storia

### La partecipazione al Festival di Sanremo
Con Storie di tutti i giorni, Riccardo Fogli tornava ad un Festival di Sanremo a ben otto anni di distanza da quella che sino ad allora era stata la sua prima e unica partecipazione.
A quel Festival del 1974, con il suo brano Complici non aveva raggiunto la finale. Stavolta, però, Fogli era reduce dal successo estivo del singolo Malinconia (12° singolo più venduto del 1981, con cui aveva vinto la Gondola d'oro di Venezia), e dunque tornava al Festival da grande favorito (come in parte annunciato da una copertina del settimanale TV Sorrisi e Canzoni, intitolata "Riccardo Fogli cerca al Festival una conferma").
Fogli interpretò per la prima volta la sua Storie di tutti i giorni nel corso della seconda serata eliminatoria del Festival, che andò in scena al Teatro Ariston venerdì 29 gennaio 1982: Fogli, vestito in un elegante smoking, era accompagnato dal chitarrista Roberto Puleo.

Come appartenente al gruppo B, ovvero quello dei Big (anche se l'altro gruppo, quello delle "Novità", includeva anche cantanti affermati come Claudio Villa ed Orietta Berti, entrambi - tra l'altro - esclusi dalla finale e non senza qualche strascico di polemica da parte del "reuccio"), era qualificato di diritto alla finalissima.
Nella serata finale del Festival di sabato 30 gennaio, Storie di tutti i giorni fu - secondo quanto stabilito dalla scaletta - la nona canzone a essere eseguita, dopo Solo grazie di Fra' Giuseppe Cionfoli e prima di Tu stai di Bobby Solo.
Al termine dello spoglio dei voti, la canzone di Riccardo Fogli risultò classificata al primo posto davanti a Felicità di Al Bano e Romina Power e a Soli di Drupi.
La canzone vincitrice venne indovinata anche dal popolare mago Giucas Casella, che - "giocandosi la carriera" (come disse lui) - nel corso della prima serata di giovedì 28 gennaio 1982 aveva consegnato una busta gialla con all'interno il suo pronostico nelle mani del giornalista del " Corriere della Sera " Mario Luzzatto Fegiz, il quale a sua volta l'aveva depositata in una cassaforte del Casinò di Sanremo). La previsione di Casella venne letta subito dopo la proclamazione dei vincitori sul palco dell'Ariston.
La vittoria di Riccardo Fogli non mancò di suscitare polemiche:  si parlò, all'epoca di "vittoria annunciata", se non addirittura decisa a tavolino in virtù di accordi presi con le etichette discografiche. A queste illazioni - mai provate - Fogli replicò ovviamente seccato, asserendo che gli addetti ai lavori conoscevano le canzoni già da prima del Festival e che, evidentemente, Storie di tutti i giorni era stata semplicemente considerata una delle migliori e, che le polemiche, in fondo, fanno parte del Festival.

### Dopo il Festival
Lasciate da parte le polemiche del Festival, il brano venne premiato anche in termini di vendite: il singolo raggiunse il primo posto delle classifiche e fu il 14º più venduto del 1982 (il secondo tra i brani sanremesi dopo Felicità di Al Bano e Romina Power)..

## Il brano

### Testo
Le "storie di tutti i giorni" raccontate dalla canzone sono un po' le storie della maggior parte delle persone, ovvero le storie della cosiddetta "gente comune", gente la cui vita scorre monotonamente e un po' stancamente, ovvero - come dice il testo - senza guai seri, ma pure senza grandi successi, in attesa di un grande amore che sembra non arrivare mai: sono persone che magari hanno in testa grandi idee, ma probabilmente non riusciranno mai a realizzarle, anche perché nessuno è disposto ad ascoltarle.
 
Ed intanto il tempo passa inesorabilmente e queste persone vengono rinnegate persino dagli amici di un tempo, che - avendo preso altre strade - fingono di non ricordarsi più di loro. E si finisce così per cedere quasi inevitabilmente al fatalismo, pensando che nulla potrà mai cambiare...

### Musica
A dispetto di un certo alone di malinconia che pervade il testo, la melodia è piuttosto ritmata sin dall'inizio del pezzo.
Il brano è introdotto dal suono di un pianoforte e di una chitarra elettrica.

## Cover
- Nel 1982 Markku Aro ha inciso una cover in lingua finlandese dal titolo Jos luoja suo ("A Dio piacendo"), poi ripresa da Aki Hietala nel 1997.
- Nel 1994, Marco Borsato ha inciso una cover in lingua olandese dal titolo Dromen zijn bedrog (ovvero "I sogni sono un inganno"). Tale versione ha avuto un successo strepitoso quanto l'originale tanto da capeggiare la hit parade olandese per ben 12 settimane, un record che è stato battuto solo nel 2012.[1]
- Nel 2009, Gianni Morandi ha inciso una versione di Storie di tutti i giorni per il suo album di cover Canzoni da non perdere.
- Nel 2016, Daniele Babbini ha realizzato una nuova versione di Storie di tutti i giorni.[16]
- Nel 2017, Riccardo Fogli e Roby Facchinetti ripropongono il brano in una versione riarrangiata e cantata a due voci nel loro album Insieme.
- Nel 2024, Riccardo Fogli e i Pooh interpretano regolarmente il brano nel tour "Amici per sempre - estate 2024".

## Utilizzo nei media
- Il singolo è utilizzato come sigla del programma di Rai 1 Storie italiane.
- Il filmato della partecipazione di Riccardo Fogli al Festival di Sanremo 1982 è stato mostrato ai collegiali della classe 1982 del programma Il collegio.

## Tracce
1. Storie di tutti i giorni (R. Fogli - G. Morra - M. Fabrizio)   3:51
2. L'amore che verrà